# ハーフサイズカメラ

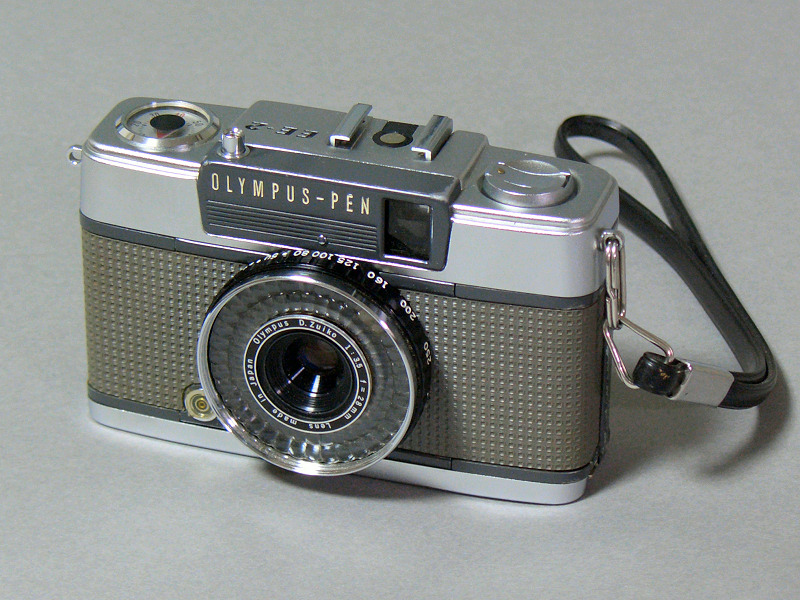
ハーフサイズカメラの一例（オリンパス ペンEE-2）

ハーフサイズカメラ (英: half-framed camera) は、135フィルムを、いわゆる「ライカ判」（36mm×24mm）の半分のハーフ判にて使用するカメラである。ハーフカメラともいう。

## 概要

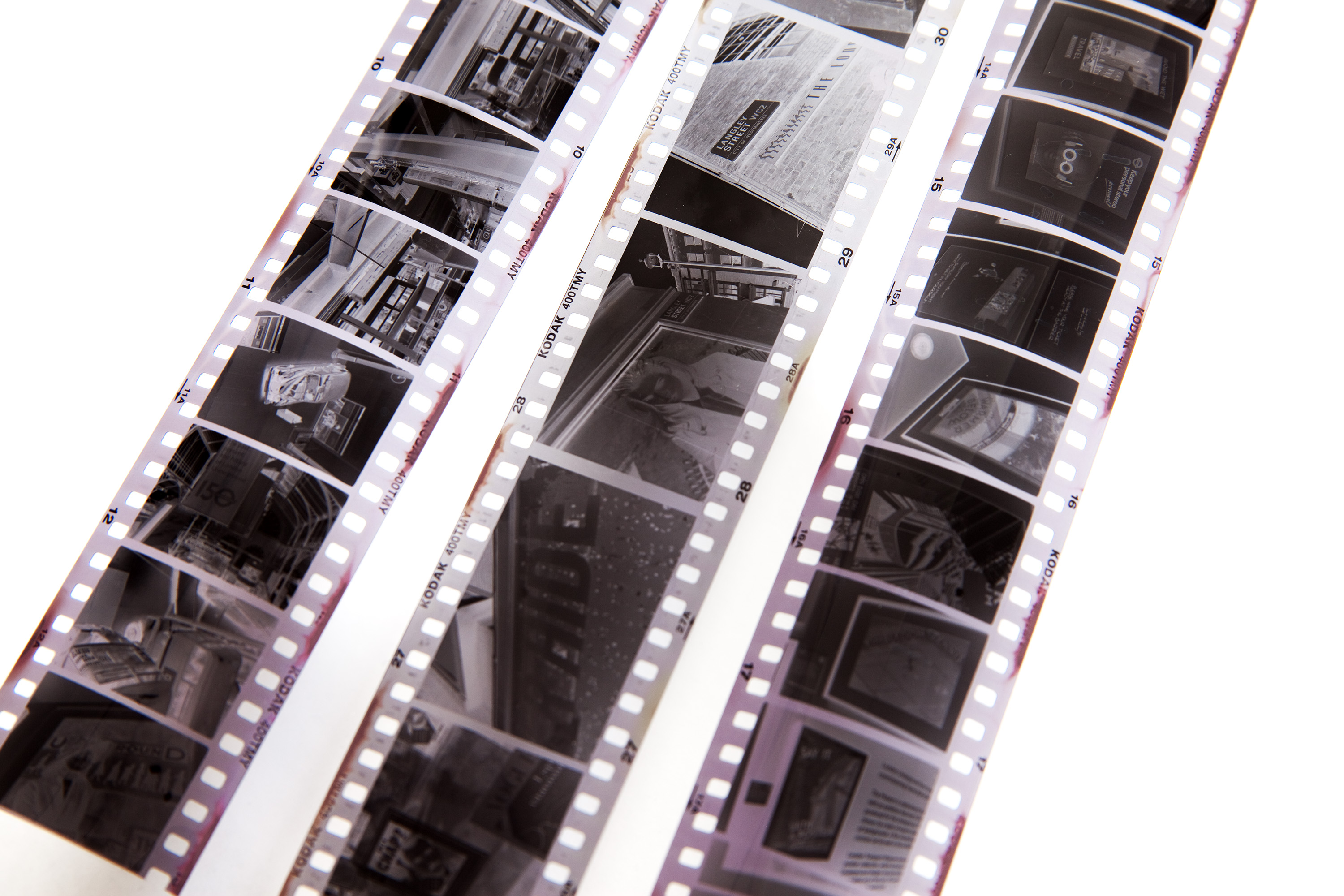
ハーフサイズカメラで撮影した現像後のフィルム（左・右）。中央はライカ判カメラで撮影したもの

35mmフィルムをパトローネに装填した135フィルムを、その1齣として、いわゆるライカ判の36mm × 24mmの半分の17mm × 24mm（リコーの公称値）、あるいは18mm × 24mm（オリンパス、キヤノン、コニカの公称値）を使って撮影することから、「半分」を意味するハーフの名がある。メーカーによっては「ペンサイズ」（オリンパス）や「デミサイズ」（キヤノン）の呼称もあった。
もともと35mmフィルムは映画の撮影に用いられていたもので、画面に対して縦方向にフィルムが走り、1コマにつきパーフォレーション4つ分フィルムが送られる。このフィルムを使ったスチル写真カメラのうち最初に大きな成功を収めたライカは、フィルムを画面に対して横送りし、1コマの感光面が36mm × 24mm（パーフォレーション8つ分）のフォーマットを採用した。このフォーマットが35mmフィルムを使うカメラのデファクトスタンダードとなり、後に「ライカ判」または「フルサイズ」と呼ばれるようになった。
ハーフサイズカメラは、前述のように、1コマの感光面が36mm × 24mmの半分の17 - 18mm × 24mm（パーフォレーション4つ分、映画と同じ）で撮影を行う。単純計算で1本のフィルムで2倍の枚数が撮影できるが、1枚あたりのフィルム露光面は半分になるため、同一のサイズの写真が欲しい場合、引き延ばしを約1.4倍にする必要があり、その分やや画質が荒くなる（引き伸ばし以外は同一の写真材料とDPEプロセスだった場合、感覚的には、少し「粒子感が粗い」という感じの仕上がりになる）。
ハーフサイズカメラのうち、多くの機種はフィルムの送る方向がライカと同様の横送りで、通常の構え方では縦位置（ポートレート）の写真が撮れたが、映画と同じようにフィルムを縦方向に送ることで、通常の構え方でフルサイズのカメラと同様に横位置（ランドスケープ）の写真が撮れる機種もあった。
フィルムが高価だった時代、2倍の枚数が撮影できることで人気を博した。しかし、フィルムのカラー化に伴う現像・プリント価格の上昇（当時のカラープリントは非常に高価だったため2倍撮れることで逆に割高感を招いた）やフルサイズカメラの小型化・廉価化に伴い衰退していった。また、DPEショップのチェーンが広まるなどといった現象の動因となった、ミニラボの時代以後では、店頭の機材がハーフサイズに対応していない場合に設備を持った現像所に送るため現像に時間を要する、ということもデメリットとなった。

## 日本で発売された主なハーフサイズカメラ

### コニカ
小西六写真工業（現在のコニカミノルタ）が販売した主なハーフサイズカメラは次の通り。
- 1959年 コニカ III M

- オートレックスシリーズ - 一眼レフタイプ。ライカ判とハーフ判を切り替えて使用することができた。
  - 1965年 コニカ オートレックス[12]
  - 1966年 コニカ オートレックスP[13]
- コニカアイシリーズ
  - 1964年 コニカ アイ[14]
  - 1967年 コニカ アイ2[15]
  - 1968年 コニカ アイ3[16]
- コニカレコーダーシリーズ - フィルムを縦に送る機構のためフレームは横位置であった。
  - 1984年 コニカ レコーダー
  - 1984年 コニカ レコーダーDD

### オリンパス
オリンパス光学工業（現在のOMデジタルソリューションズ）が販売した主なハーフサイズカメラは次の通り。
- ペンシリーズ
  - 1959年 ペン
- ペンSシリーズ
  - 1960年 ペンS
  - 1965年 ペンS3.5
- ペンEEシリーズ - 自動露出（EE）を採用したパンフォーカスタイプ。
  - 1961年 ペンEE
  - 1968年 ペンEE-2
  - 1973年 ペンEE-3
- ペンEESシリーズ - ゾーンフォーカスタイプ。
  - 1962年 ペンEES
  - 1968年 ペンEES-2
- ペンDシリーズ - 高速レンズを採用したデラックスタイプ。
  - 1962年 ペンD
  - 1964年 ペンD2
  - 1965年 ペンD3
- ペンFシリーズ - 一眼レフタイプ。
  - 1963年 ペンF
  - 1966年 ペンFT
  - 1967年 ペンFV
- [その他]
  - 1964年 ペンW
  - 1965年 ペンEM
  - 1967年 ペンEED
  - 1981年 ペンEF

### ペトリ
栗林写真機械製作所（後にペトリカメラ）が販売した主なハーフサイズカメラは次の通り。
- ペトリハーフシリーズ
  - 1960年 ペトリハーフ
  - 1960年 ペトリコンパクトE
  - 1962年 ペトリハーフ7

### リコー
理研光学工業（後にリコー、現在のリコーイメージング）が販売した主なハーフサイズカメラは次の通り。
- リコーキャディ
  - 1961年 リコーキャディ
- オートハーフシリーズ
  - 1962年 リコーオートハーフ[17]
  - 1963年 リコーオートハーフゾーンフォーカス[18]
  - 1965年 リコーオートハーフS[19]
  - 1966年 リコーオートハーフE[20]
  - 1967年 リコーオートハーフSE[21]
  - 1970年 リコーオートハーフSL[22]
  - 1976年 リコーオートハーフSE2[23]
  - 1976年 リコーオートハーフE2[23]
  - 1978年 リコーオートハーフEF[24]
  - 1979年 リコーオートハーフAD-1[25]
  - 1979年 リコーオートハーフEF2[26]
  - 1980年 リコーオートハーフA-2[25]
- ペンタックス
  - 2024年 PENTAX 17[27]：2011年にHOYAから買収した、PENTAXブランドでの発売。旧旭光学工業→ペンタックスからはハーフサイズカメラは未発売。設計にはリコーオートハーフの技術も取り入れた[28]。

### ヤシカ・京セラ
八洲光学精機（後にヤシカ、その後京セラ、現在のJNCデイタム・テック・インターナショナル）が販売した主なハーフサイズカメラは次の通り。
- ヤシカハーフシリーズ
  - 1961年 ヤシカラピード - フィルムを縦に送る機構のためフレームは横位置であった。
  - 1962年 ヤシカセクエル - 日本初の電動ワインダー採用。フィルムを縦に送る機構のためフレームは横位置であった。
  - 1962年 ヤシカ72E
  - 1963年 ヤシカミミー
  - 1964年 ヤシカハーフ17
  - 1965年 ヤシカエレクトロハーフ
  - 1966年 ヤシカハーフ14
  - 1970年 ヤシカハーフ17デラックス
- SAMURAIシリーズ - コンパクトカメラと一眼レフカメラの中間に分類されるブリッジカメラ。レンズ固定式の一眼レフ構造を持つ。35mmフィルムを映画撮影に用いるようにフィルムを縦に送る機構であり、フルサイズカメラが一般化していた時期に発売されたが新鮮さを持って市場に受け入れられた。
  - 1987年 YASHICA SAMURAI（京セラ・サムライ）
  - 1988年 YASHICA SAMURAI ✕4.0（京セラ・サムライ✕4.0）
  - 1989年 YASHICA SAMURAI Z（京セラ・サムライZ）
  - 1989年 YASHICA SAMURAI Z-L（京セラ・サムライZ-L）
  - 1989年 京セラ・サムライZ2
  - 1989年 京セラ・サムライZ2-L

### キヤノン
キヤノンが販売した主なハーフサイズカメラは次の通り。
- ダイアル35シリーズ - フィルムを縦に送る機構のためフレームは横位置であった。
  - 1963年 ダイアル35
  - 1968年 ダイアル35-2
- デミシリーズ
  - 1963年 デミ
  - 1964年 デミS
  - 1965年 デミC
  - 1966年 デミEE17
  - 1967年 デミEE28

### フジカ
富士写真フイルム（現在の富士フイルム）が販売した主なハーフサイズカメラは次の通り。
- フジカハーフシリーズ
  - 1963年 フジカハーフ
  - 1964年 フジカドライブ
  - 1964年 フジカミニ
  - 1967年 フジカハーフ 1.9

### ミノルタ
ミノルタカメラ（現在のソニー）が販売した主なハーフサイズカメラは次の通り。
- レポシリーズ
  - 1963年 ミノルタレポ
  - 1964年 ミノルタレポ-S